# The Link (альбом)
| Оценки критиков | Оценки критиков |
| Источник        | Оценка          |
| --------------- | --------------- |
| AllMusic        | [ 1 ]           |
| Rock Hard       | · (Ремастер)    |
| Metal.de        | · (Ремастер)    |
| Ultimate Guitar | [ 6 ]           |

The Link — второй студийный альбом французской метал-группы Gojira. Ремастер-издание было выпущено в 2005 году бывшим лейблом группы Listenable Records. Трек «Indians» был выпущен как сингл.
В конце сентября 2012 года Listenable Records выпустили альбом в формате винила. Тираж был ограничен 250 экземплярами, доступными в двух цветах — чёрном и красном.

## Список композиций
| №                   | Название                       | Длительность |
| ------------------- | ------------------------------ | ------------ |
| 1.                  | «The Link»                     | 5:08         |
| 2.                  | «Death of Me»                  | 5:46         |
| 3.                  | «Connected» (инструментальная) | 1:20         |
| 4.                  | «Remembrance»                  | 4:59         |
| 5.                  | «Torii» (инструментальная)     | 1:49         |
| 6.                  | «Indians»                      | 3:57         |
| 7.                  | «Embrace the World»            | 4:40         |
| 8.                  | «Inward Movement»              | 5:51         |
| 9.                  | «Over the Flows»               | 3:05         |
| 10.                 | «Wisdom Comes»                 | 2:24         |
| 11.                 | «Dawn» (инструментальная)      | 8:01         |
| Общая длительность: | Общая длительность:            | 46:58        |

## Участники записи
Gojira
- Джо Дюплантье — вокал, ритм-гитара, сведение, обложка
- Кристиан Андрю — соло-гитара
- Жан-Мишель Лабади — бас-гитара, сведение
- Марио Дюплантье — ударные

Технический персонал
- Габриэль Эдисьон — продюсирование
- Лоран Эчменди — звукорежиссура, сведение, мастеринг